# Telemaco Signorini
Telemaco Signorini (* 18. August 1835 in Florenz; † 10. Februar 1901 ebenda) war ein italienischer Maler des Realismus.

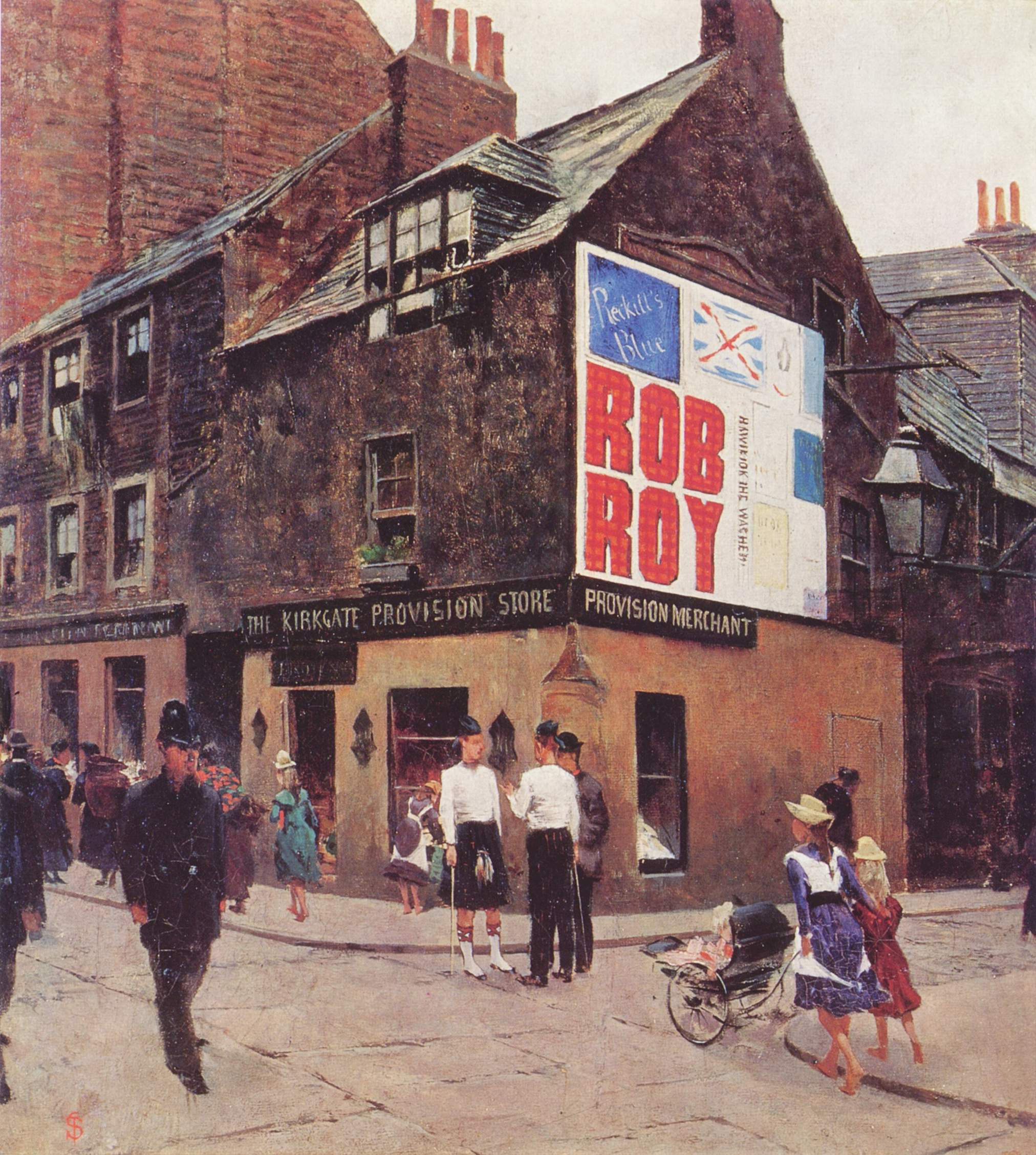
Leith, 1881, Galleria dell Arte Moderno, Florenz

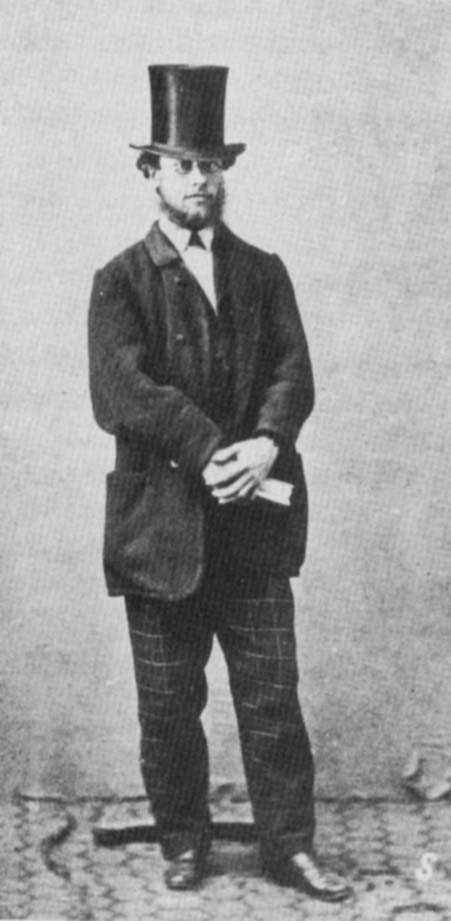
Telemaco Signorini

Er gehörte zu einer Florentiner Gruppe von Malern, die sich Macchiaioli (Fleckenmaler) nannten und sich gegen die akademische Malerei ihrer Zeit wandten. Kennzeichen waren Hell/Dunkle Farbzonen, woher auch ihr Name stammt (Flecken).

## Leben
Signorini war der Sohn eines Malers des Großherzogs der Toskana, Giovanni Signorini. Er besuchte ab 1852 gelegentlich die Florentiner Akademie (wegen der Aktklasse), wandte sich aber schon 1854 mit Borrani dem Malen von Landschaften unter freiem Himmel zu. Ab 1855 besuchte er die Treffen der Macchiaioli im Café Michelangelo in Florenz (darunter Giovanni Fattori, Silvestro Lega). Er nahm am Zweiten Unabhängigkeitskrieg von Giuseppe Garibaldi 1859 teil und malte dabei fünf Schlachtengemälder, die ihm Aufmerksamkeit verschafften. 1861 war er das erste Mal in Paris, wo er Jean-Baptiste Camille Corot kennenlernte und sich für die Bilder von Gustave Courbet begeisterte. 1862 gründete er in einem Vorort von Florenz die Schule von Pergentina. Auf späteren Besuchen in Paris (1868, 1872) befreundete er sich mit Edgar Degas, der besonders sein Bild der Geisteskranken in San Bonifazio bewunderte. Er wurde ein führendes Mitglied der Macchiaioli und auch literarisch deren Sprachrohr (neben Adriano Cecioni und dem Kunstkritiker Diego Martelli). Signorini stellte regelmäßig nicht nur in Florenz, sondern auch in Turin, Neapel, Wien, Venedig und anderen Orten aus.
1881 reiste er nach Großbritannien und Schottland zum Malen (ebenso 1883/84 und 1878). Er reiste auch viel in Italien und der Schweiz. 1883 erhielt er ein Angebot, Professor an der Florentiner Akademie zu werden, was er ablehnte. Er lehrte aber ab 1892 am Instituto Superiore di Belle Arti in Florenz.
Er hatte literarische Neigungen und veröffentlichte Literaturkritik und auch Gedichte (Le 99 discussioni artistiche di E. G. Moltenì).
Zu seinen bekanntesten Gemälden gehört (neben dem schon erwähnten Saal der Geisteskranken in San Bonifazio) ein Bild aus dem Gefängnis von Portoferraio, das auch den bekannten Räuber Carmine Crocco (Donatello, 1830–1905) zeigt, sowie das Bild Leith von seiner Schottlandreise 1881.
Von ihm stammen auch Kupferstiche, Zeichnungen und Buchillustrationen zu Büchern des Kunstkritikers Diego Martelli (1839–1896), bei dem er nach der Rückkehr von seiner ersten Parisreise in Castiglioncello wohnte. Er gründete mit diesem 1867 die Gazzettino delle arti del disegno.

## Galerie

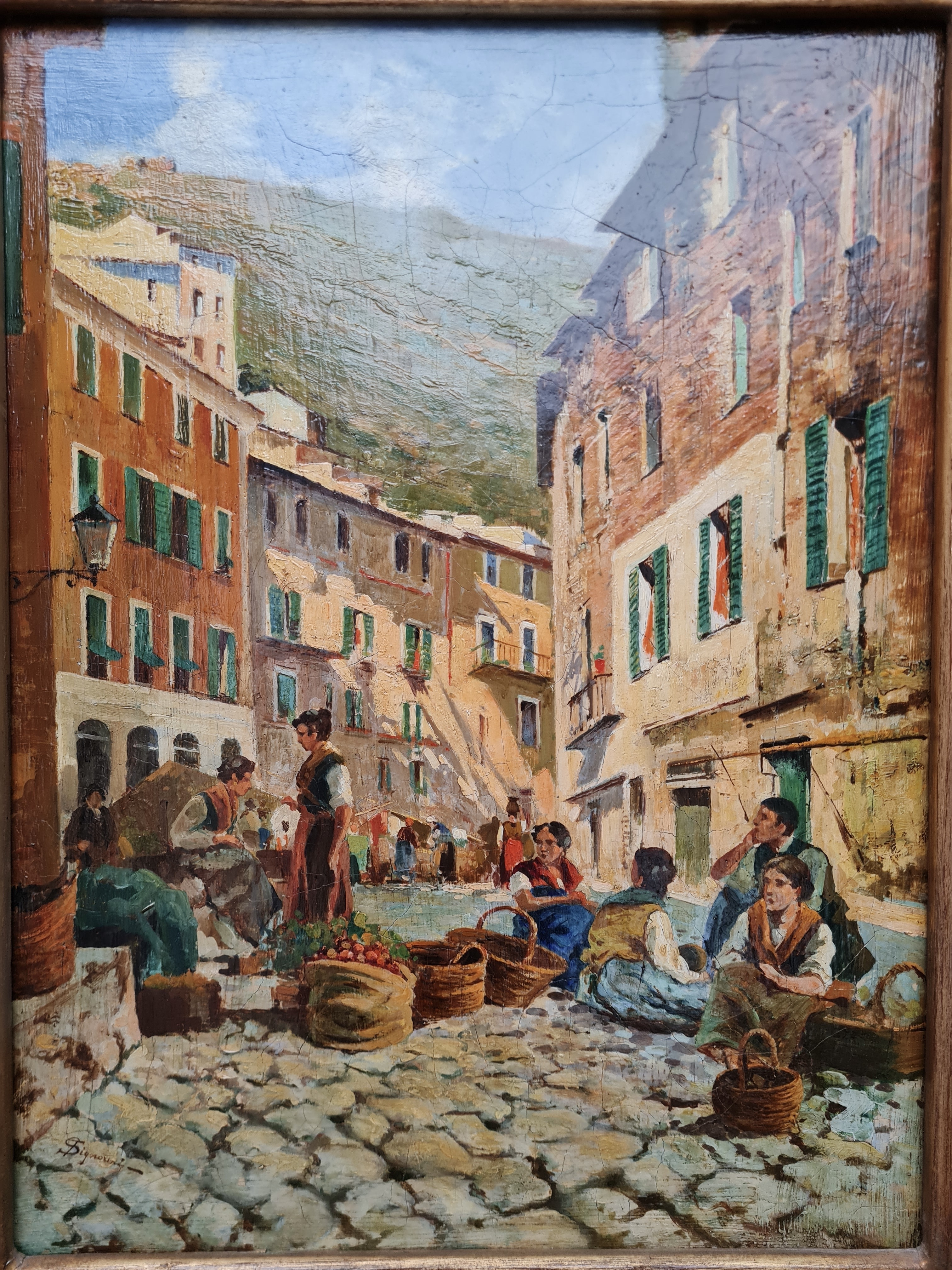
Rast in Riomaggiore, 1892 - 94
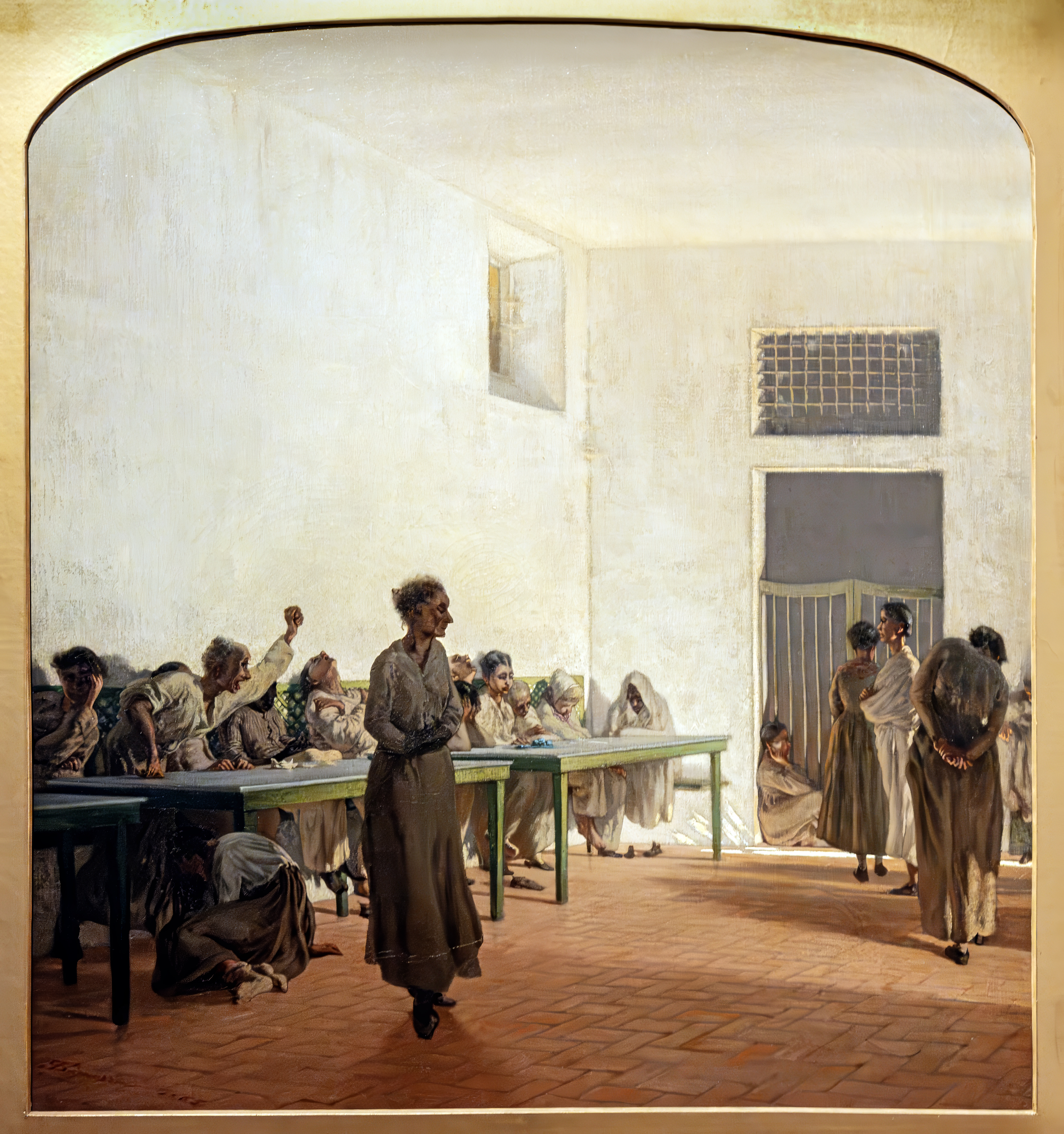
Tobsüchtige Geisteskranke im Spital San Bonifazio, 1865, Venedig, Galleria d´Arte Moderna in Ca Pesaro
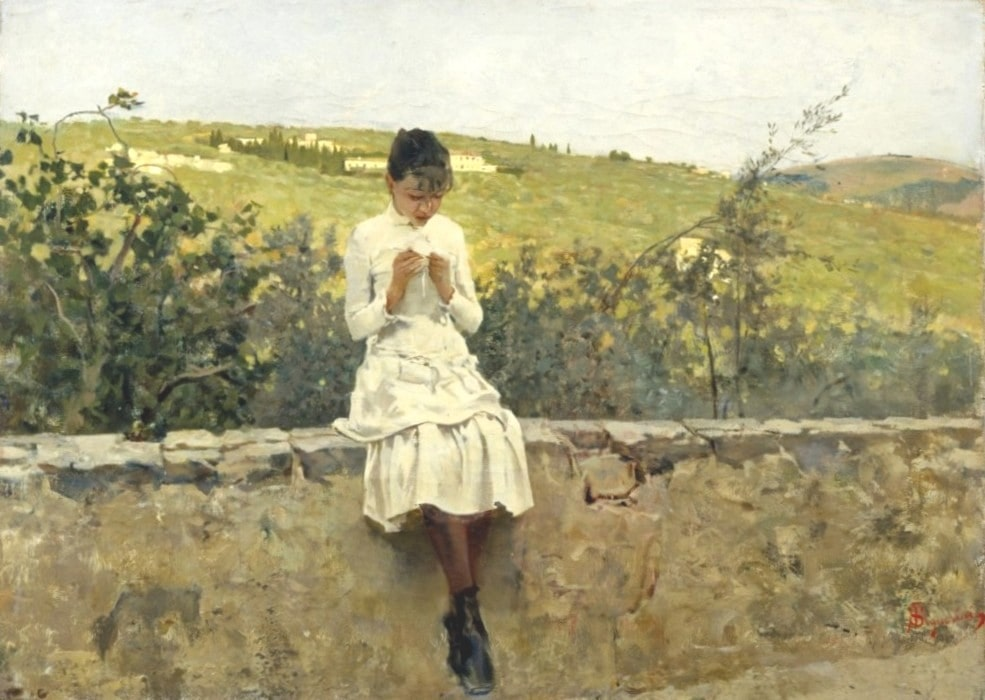
Hügel bei Settignano
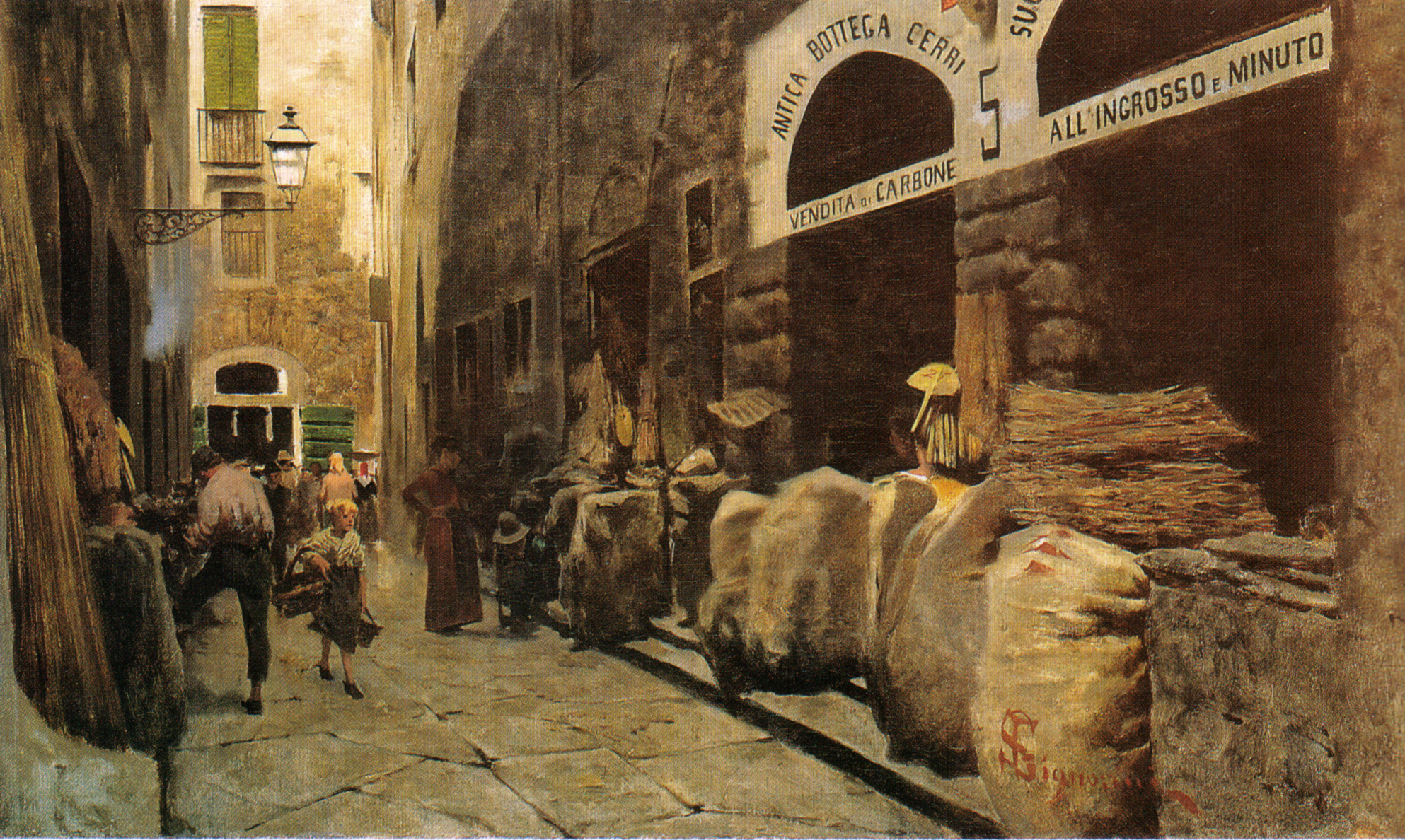
La Via del fuoco, 1881
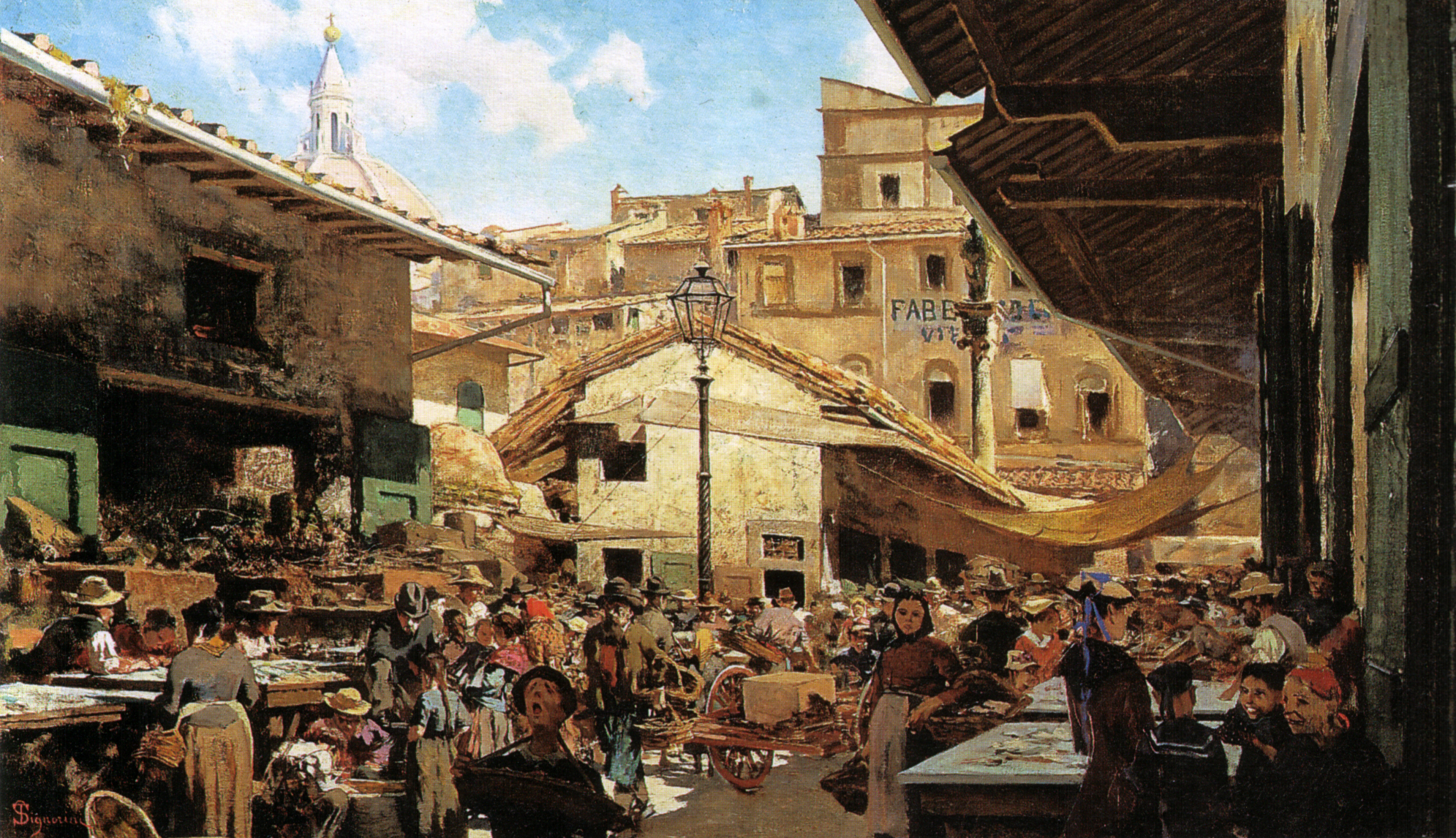
Alte Markt (Mercato Vecchio) in Florenz, 1882–83
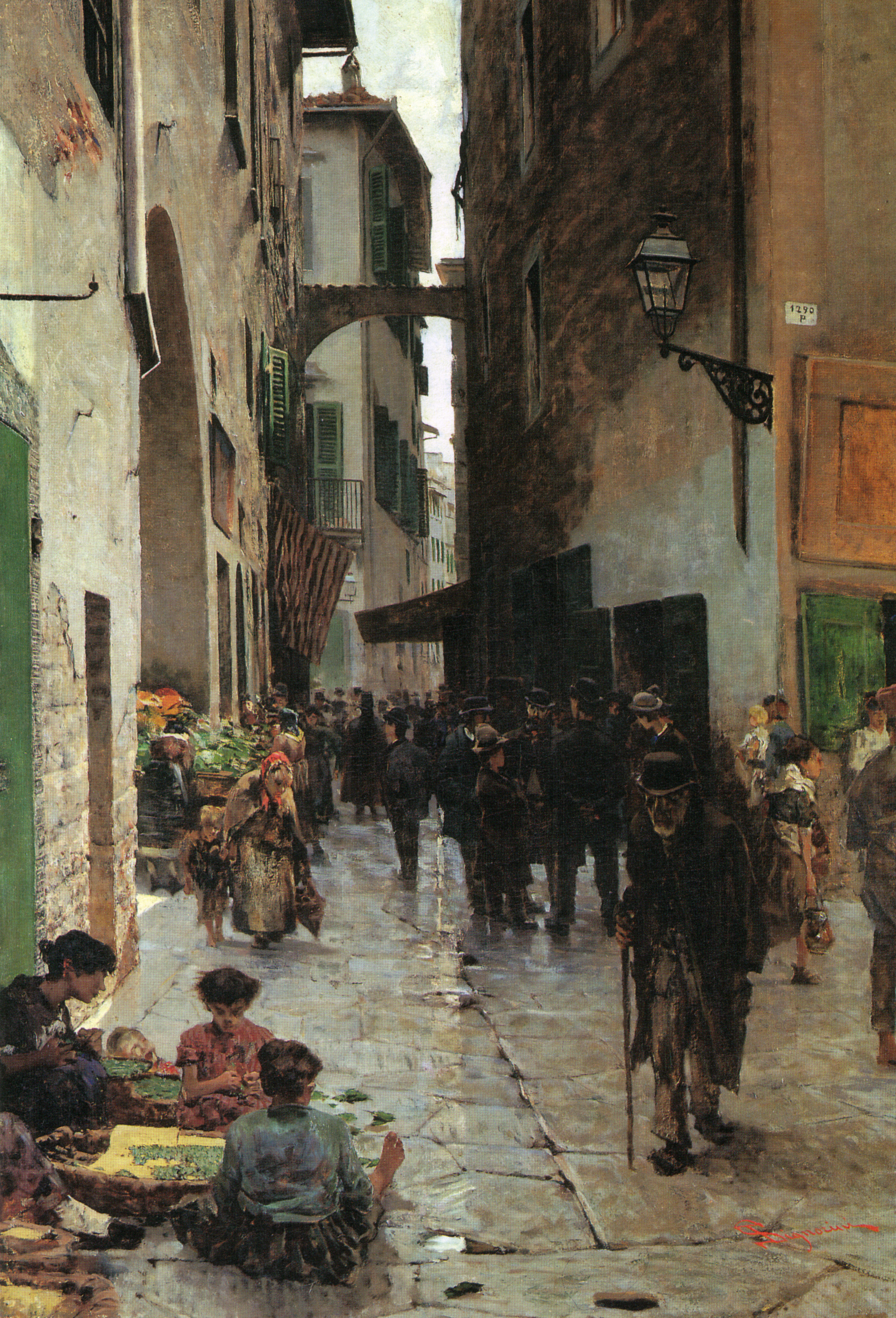
Ghetto in Florenz, 1882
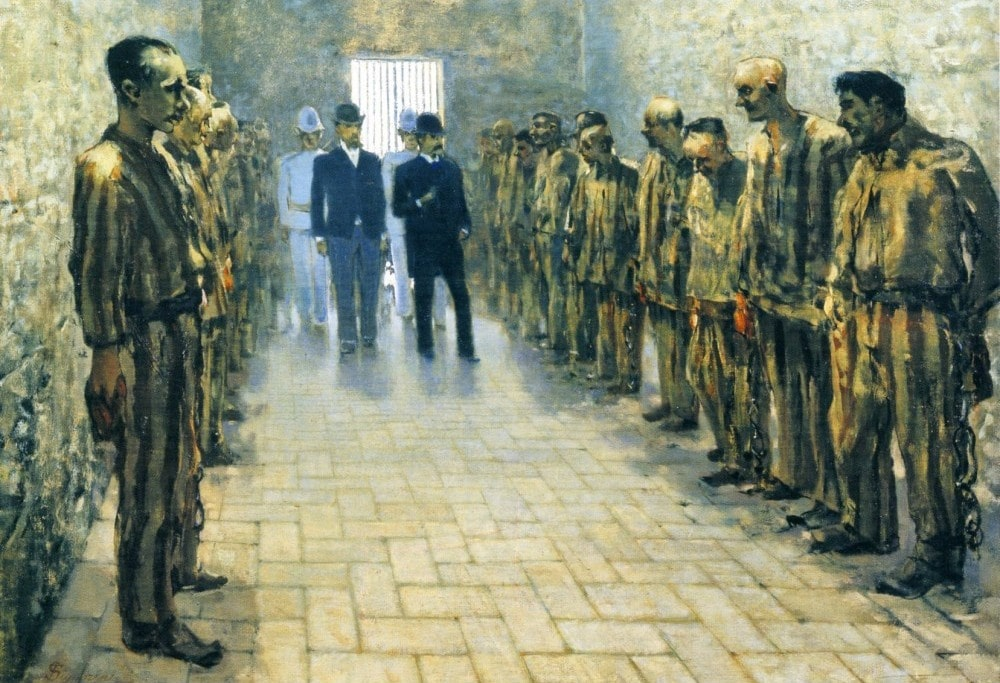
Gefängnis in Portoferraio, 1894[2], Florenz, Galleria d´Arte Moderna im Palazzo Pitti
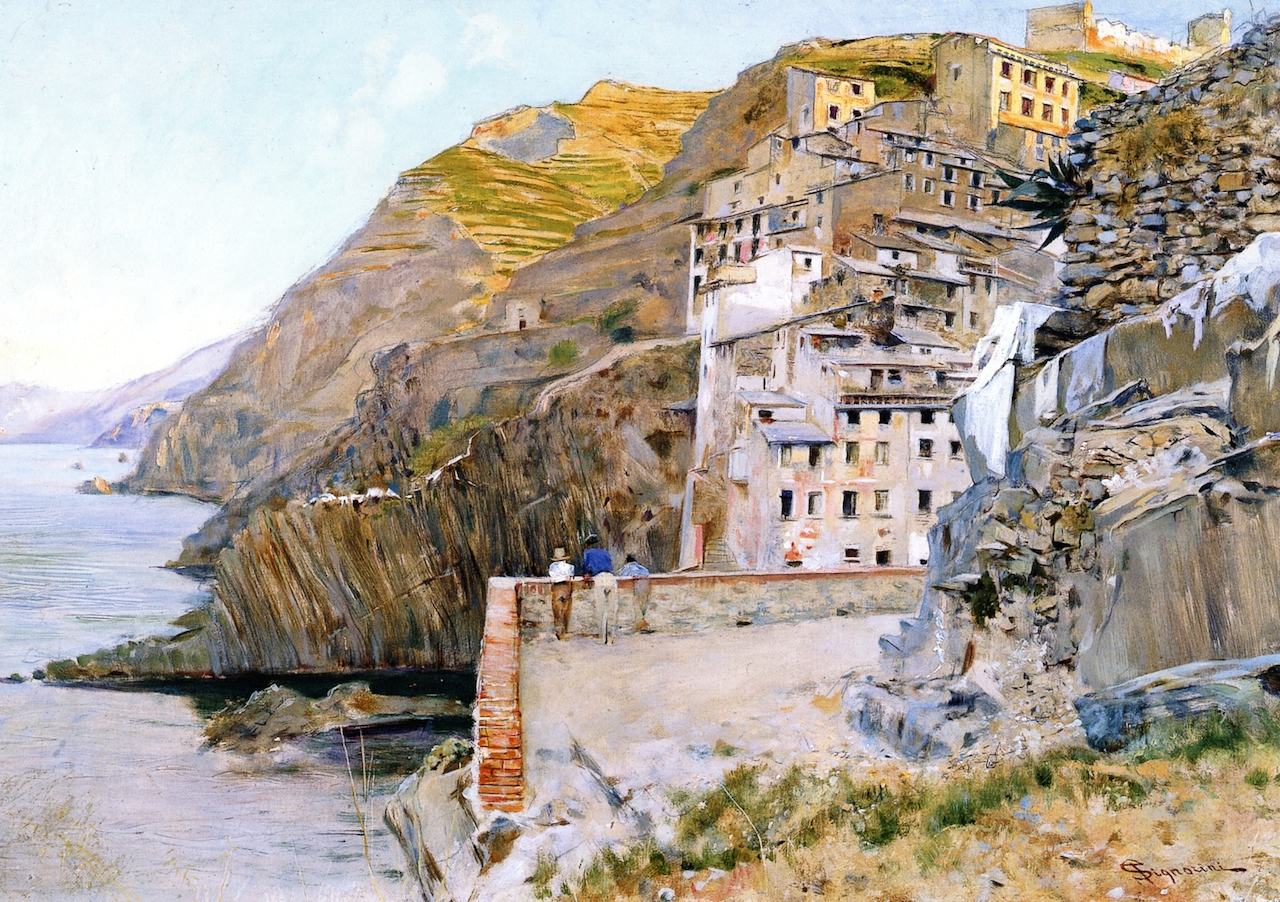
Riomaggiore, um 1895
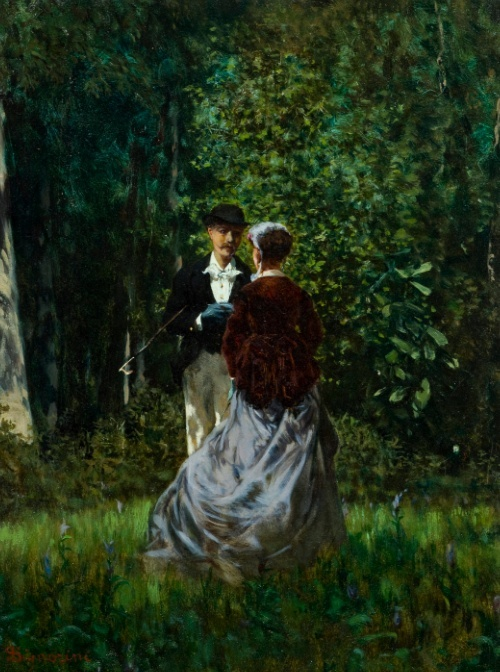
Rendezvous im Wald, 1873
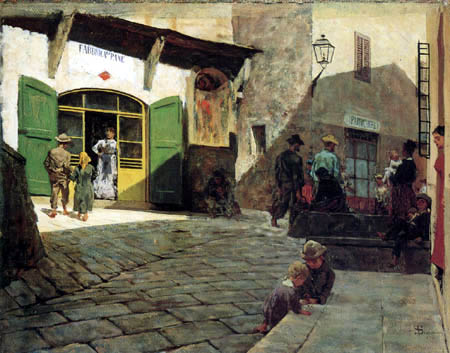
Bäckerei in Settignano
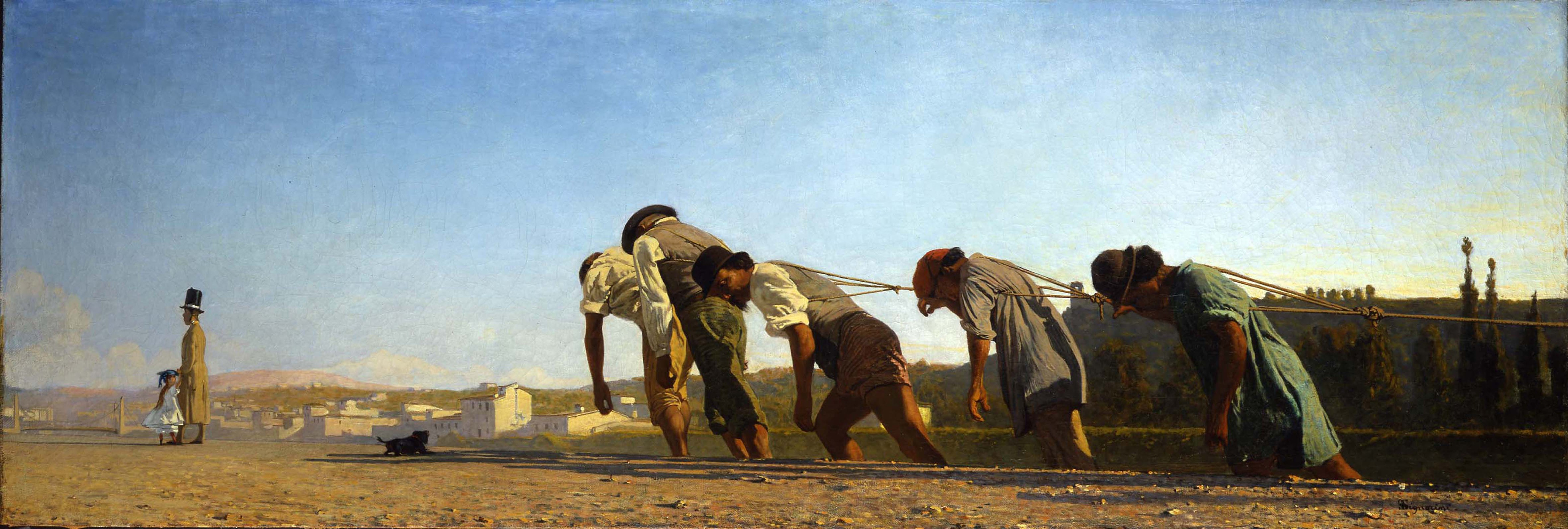
L´Alzaia, 1864
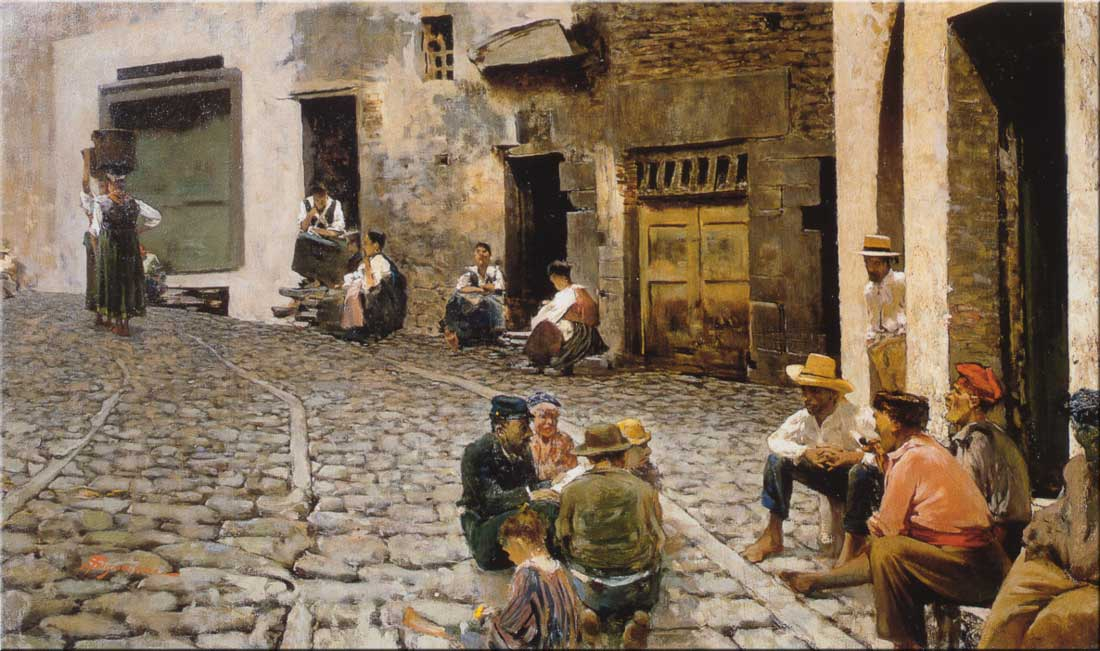
Unterhaltung in Riomaggiore 1893
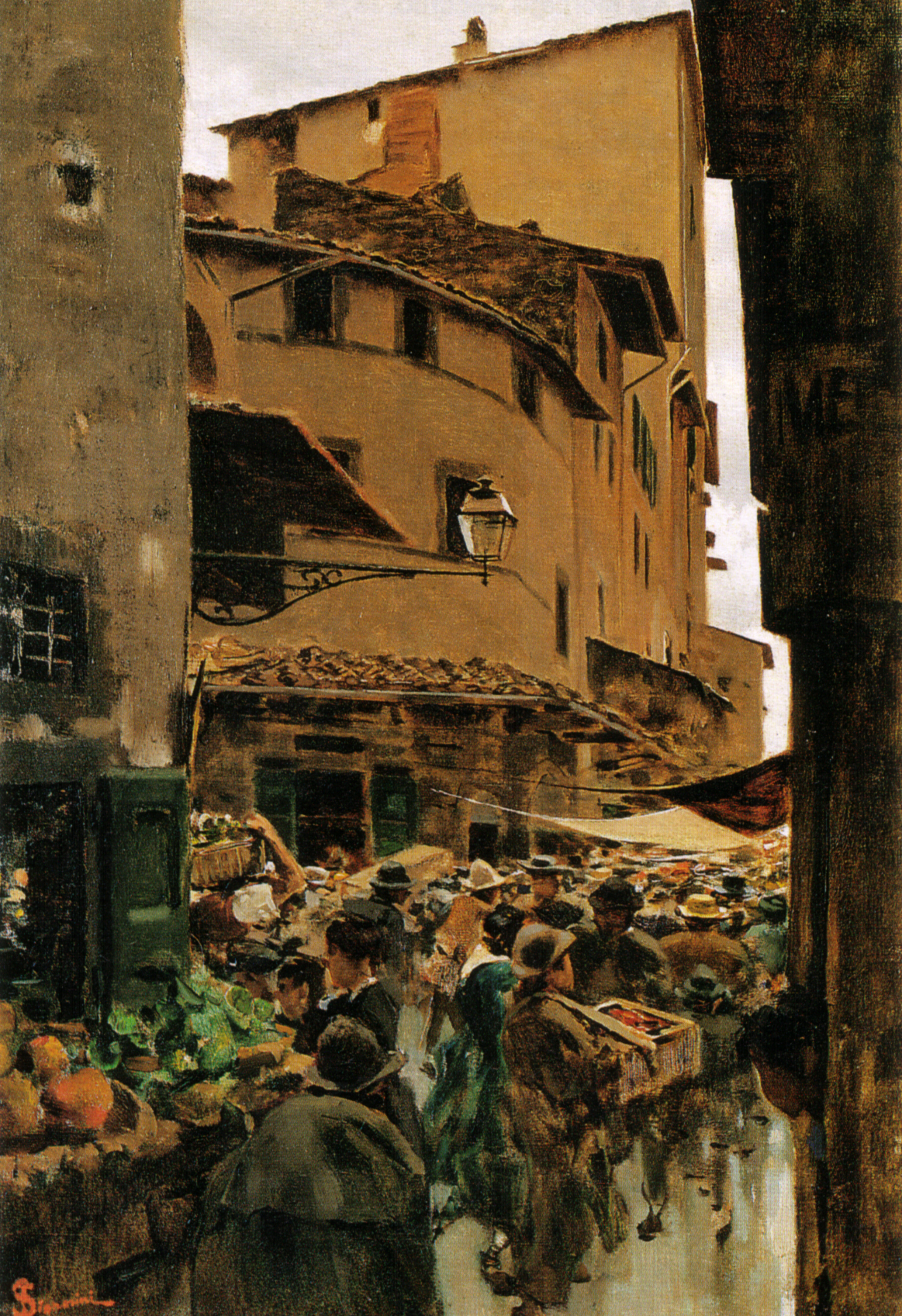
Via Calimala 1889